# Chengguan (socken i Kina, Shandong, lat 36,52, long 118,54)
Chengguan (kinesiska: 城关街道, 城关) är en socken i Kina. Den ligger i provinsen Shandong, i den östra delen av landet, omkring 140 kilometer öster om provinshuvudstaden Jinan.
Genomsnittlig årsnederbörd är 853 millimeter. Den regnigaste månaden är juli, med i genomsnitt 294 mm nederbörd, och den torraste är januari, med 8 mm nederbörd.